# Ralph Wingens
Ralf Jozef Arnold (Ralph) Wingens (Roermond, 19 oktober 1942 – Amsterdam, 3 september 2014) was een Nederlands acteur.

## Levensloop
Wingens kreeg zijn opleiding aan Studio Herman Teirlinck (Hoger Instituut voor Dramatische Kunst) in Antwerpen. Vanaf 1964 speelde hij toneelrollen, de eerste jaren bij het Nationaal Toneel van België.
Hij richtte een eigen theatergroep op, Dzjatsh. In dat kader werkte hij samen met Peer Mascini, met wie hij ook later nog vaak zou werken.
Tussen 1984 en 1987 deed hij diverse performances met slagwerkers Michael Baird en Broer van den Bogaart onder de naam Sharp Wood Productions, in onder andere Het Apollohuis in Eindhoven, het Bimhuis in Amsterdam en Theater Kikker in Utrecht. Bij de muziektheatergroep Orkater speelde hij onder meer in De Nietsfabriek (1997) van Judith Herzberg.
Hij vertolkte verder rollen in
- films als Zwaarmoedige verhalen voor bij de centrale verwarming (1975), Kort Amerikaans (1979), De Leeuw van Vlaanderen (1984), Lost in Amsterdam (1989), Polleke (2003) en Winterland (2009),
- televisiefilms als De zaak Sacco en Vanzetti (1966) en Vragen stellen aan een meid (1966),
- tv-series als Mevrouw Ten Kate en Russen.

Op 4 september 2014 maakte Vincent van Warmerdam via Twitter bekend dat Wingens was overleden, met de tekst "Zonder deze absurdist had Orkater er anders uitgezien."
- International Standard Name Identifier: 0000 0003 9212 4002
- Nederlandse Thesaurus van Auteursnamen: 072363223
- Virtual International Authority File: 286102101
- WorldCat: E39PBJp63VH7t4JmBqfyJ9pgKd